# Gränicher Island
Gränicher Island ist eine kleine Insel vor der Westküste des antarktischen Grahamlands im Norden der Antarktischen Halbinsel. Sie ist die nördlichste der Bennett-Inseln in der Hanusse-Bucht.
Luftaufnahmen der US-amerikanischen Ronne Antarctic Research Expedition (1947–1948) und der britischen Falkland Islands and Dependencies Aerial Survey Expedition (1956–1957) dienten ihrer Kartierung. Das UK Antarctic Place-Names Committee benannte sie 1960 nach dem Schweizer Physiker Walter Hans Heini Gränicher (1924–2004), der 1954 wichtige Erkenntnisse zu elektrischen und mechanischen Eigenschaften von Eis im Verhältnis zu dessen molekularer Struktur gesammelt hatte.